# 155138 Pucinskas
155138 Pucinskas è un asteroide della fascia principale. Scoperto nel 2005, presenta un'orbita caratterizzata da un semiasse maggiore pari a 2,7731782 UA e da un'eccentricità di 0,0999418, inclinata di 4,91578° rispetto all'eclittica.